# Ennomos approximata
Ennomos approximata är en fjärilsart som beskrevs av Barend J. Lempke 1970. Ennomos approximata ingår i släktet Ennomos och familjen mätare. Inga underarter finns listade i Catalogue of Life.